# Нордволде (Фрисландія)
Нордволде (нід. Noordwolde) — село в нідерландській провінції Фрисландія. Входить до муніципалітету Вестстеллінгверф.
Його площа становить 12,42км², а населення станом на 2021 рік складало 3 645 осіб.
Перша згадка про населений пункт датується 1408-им роком.

## Галерея

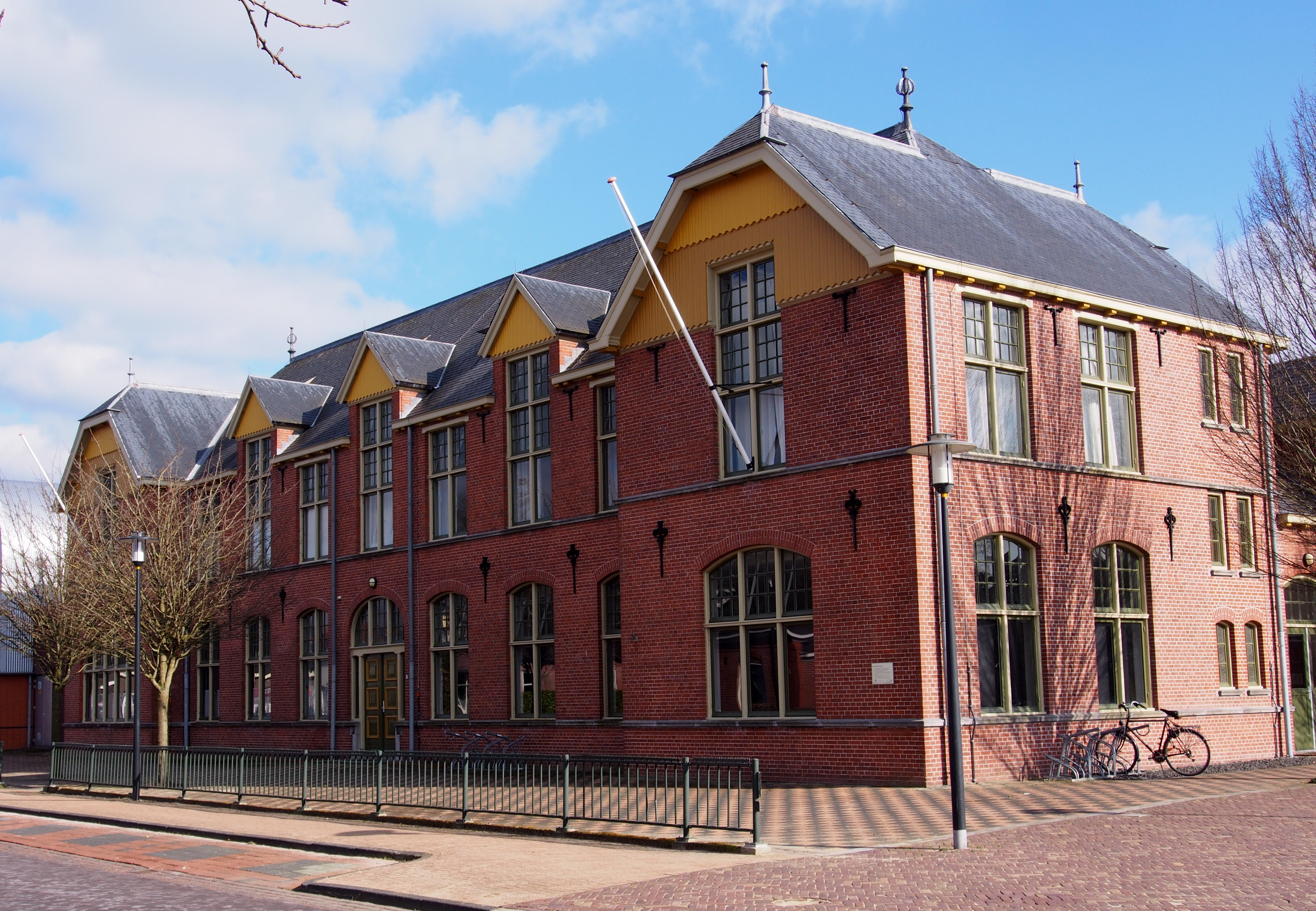
Музей ткацтва
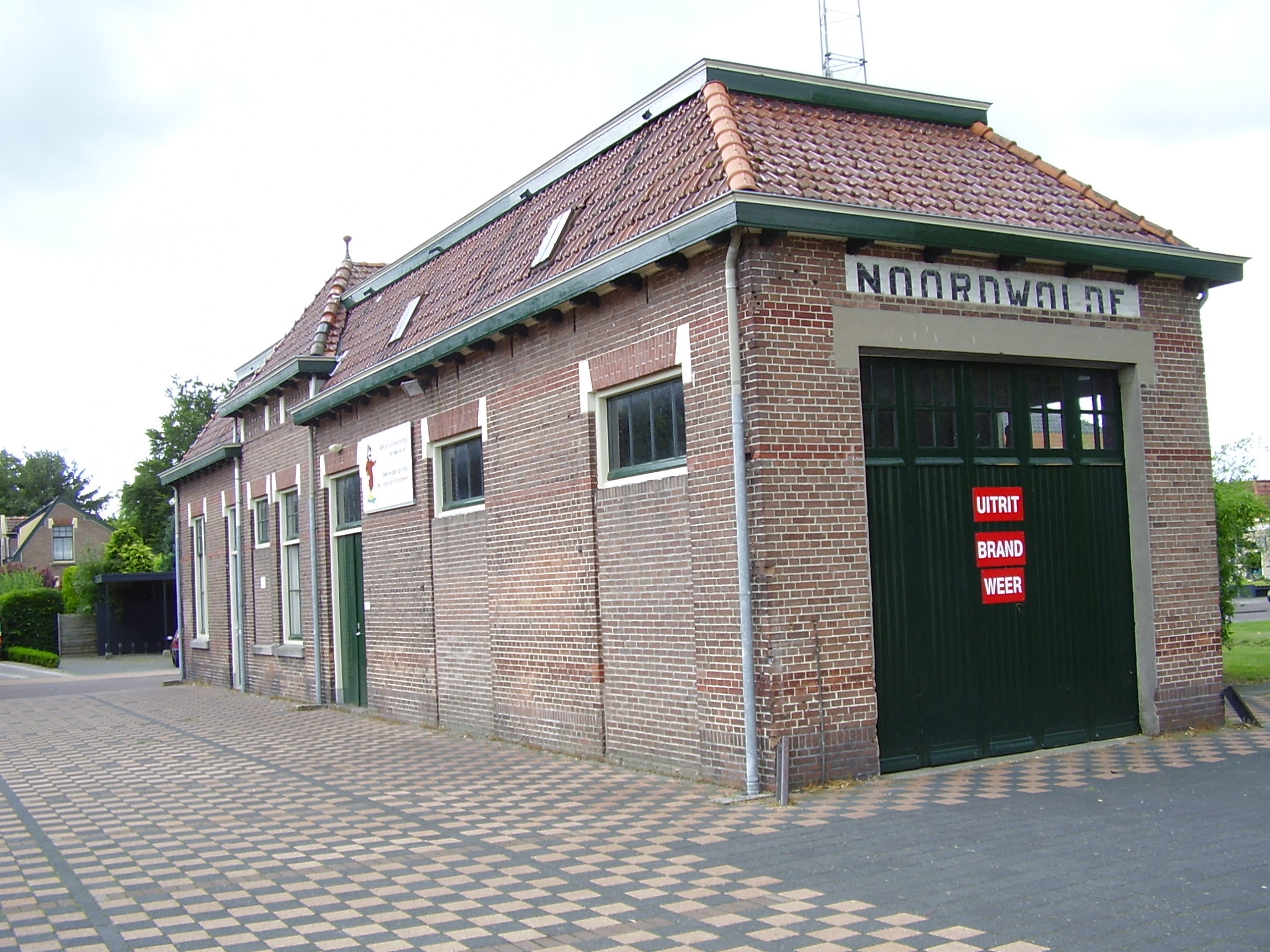
Пожежна частина у будівлі колишньої трамвайної станції
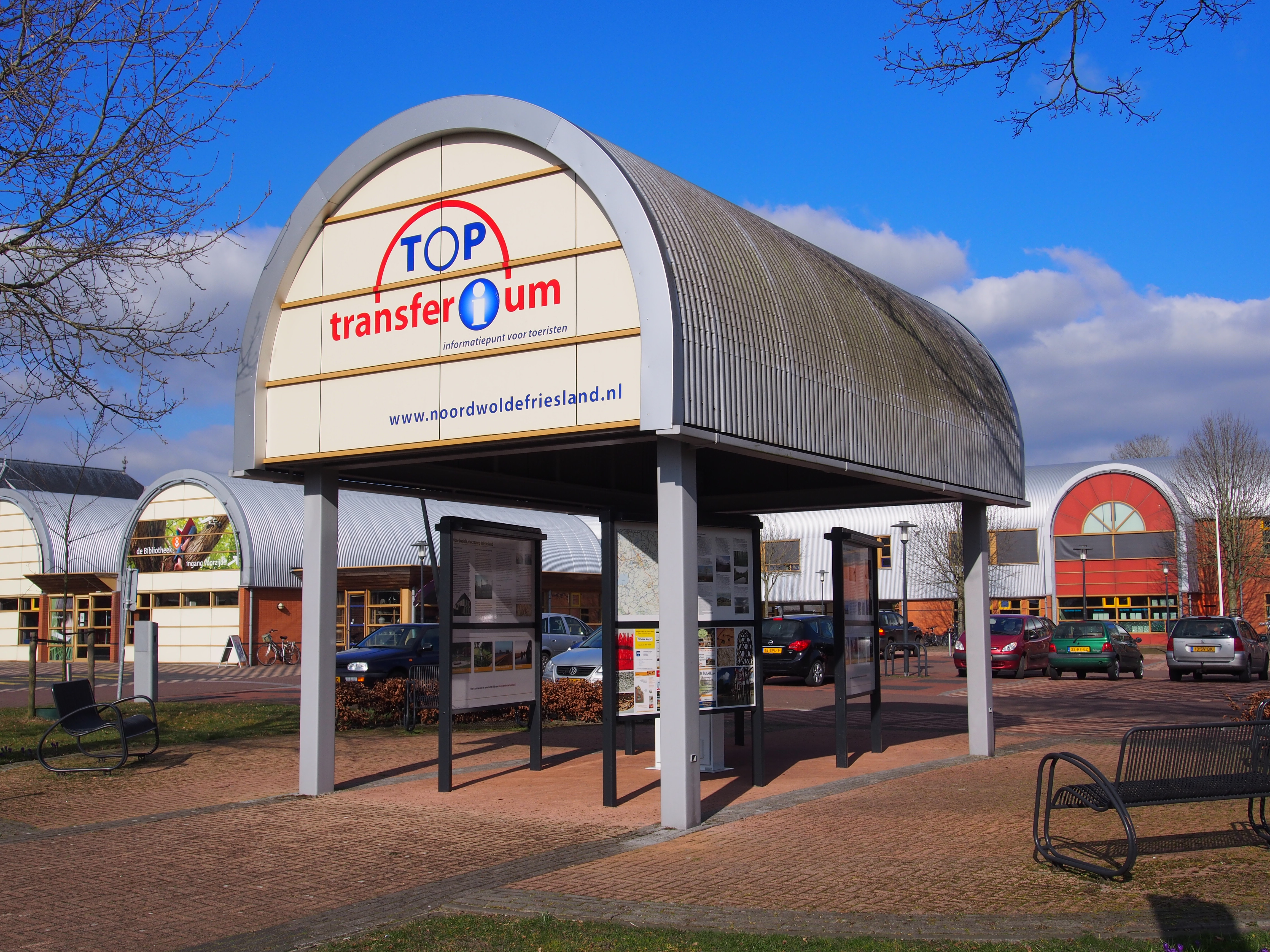
Туристична інформація